# Catagramma splendens
Catagramma splendens är en fjärilsart som beskrevs av Charles Oberthür. Catagramma splendens ingår i släktet Catagramma och familjen praktfjärilar. Inga underarter finns listade i Catalogue of Life.